# 5320 Lisbeth
5320 Lisbeth (1985 VD) là một tiểu hành tinh vành đai chính được phát hiện ngày 14 tháng 11 năm 1985 bởi P. Jensen ở Brorfelde.